# خلیج بالای نیویورک

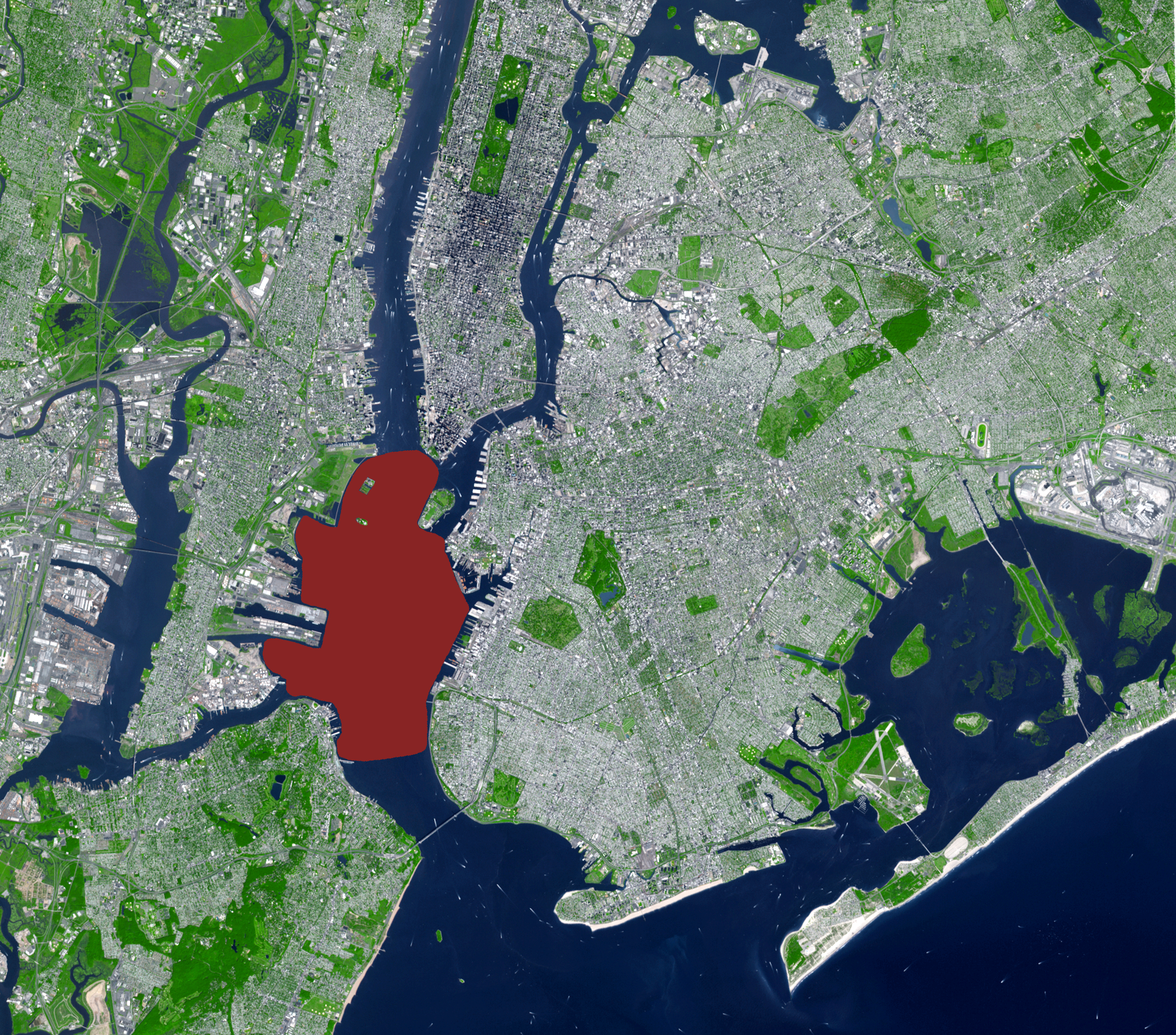
خلیج بالای نیویورک با رنگ قرمز مشخص شده است

خلیج بالای نیویورک یا خلیج بالا (به انگلیسی: Upper New York Bay, or Upper Bay) قلب سنتی بندر نیویورک و نیوجرزی است که اغلب نیویورک هاربر (بندر نیویورک) خوانده می‌شود که توسط بخش های منهتن، بروکلین و استاتن آیلند از نیویورک و بخش هادسون نیوجرزی احاطه شده است.
این خلیج توسط رودخانه هادسون و کانال گوانوس تغذیه می شود.

## نگارخانه

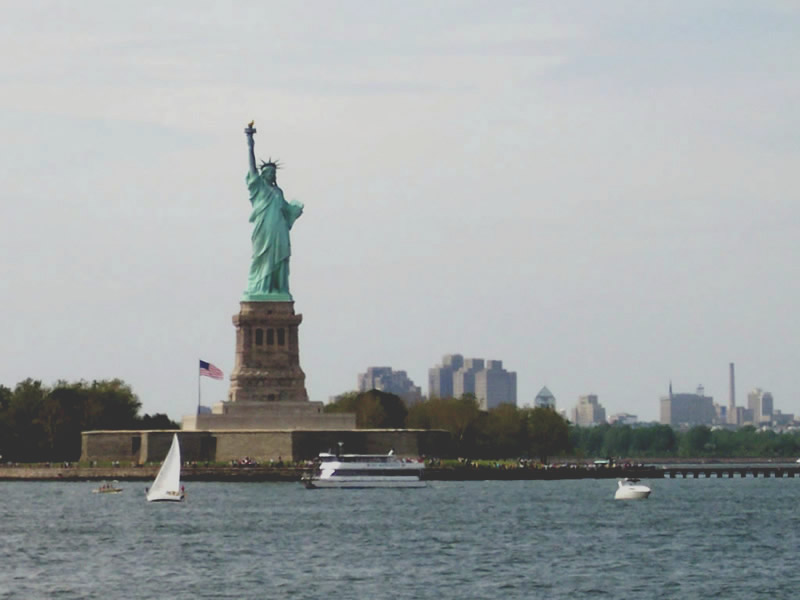
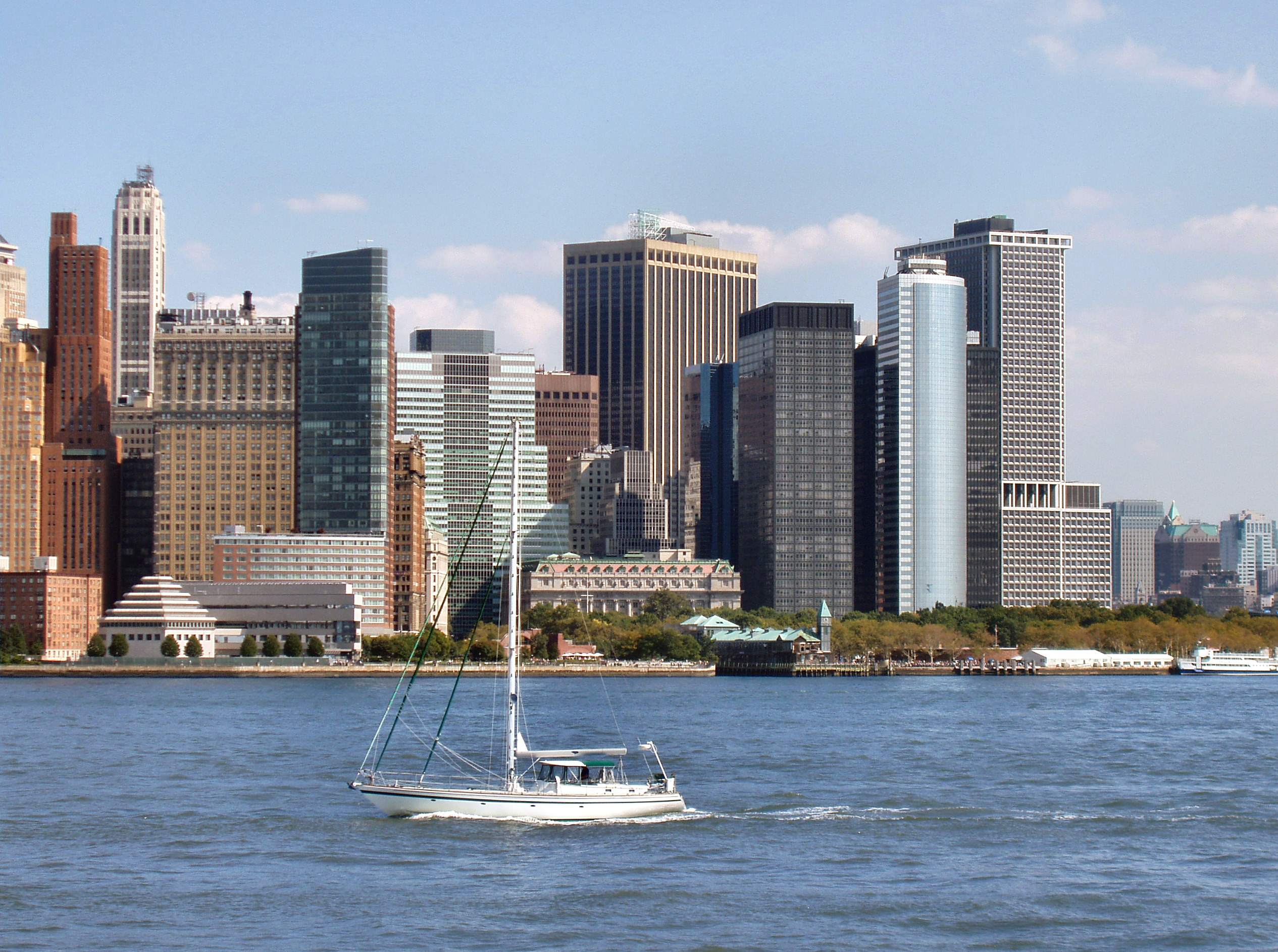
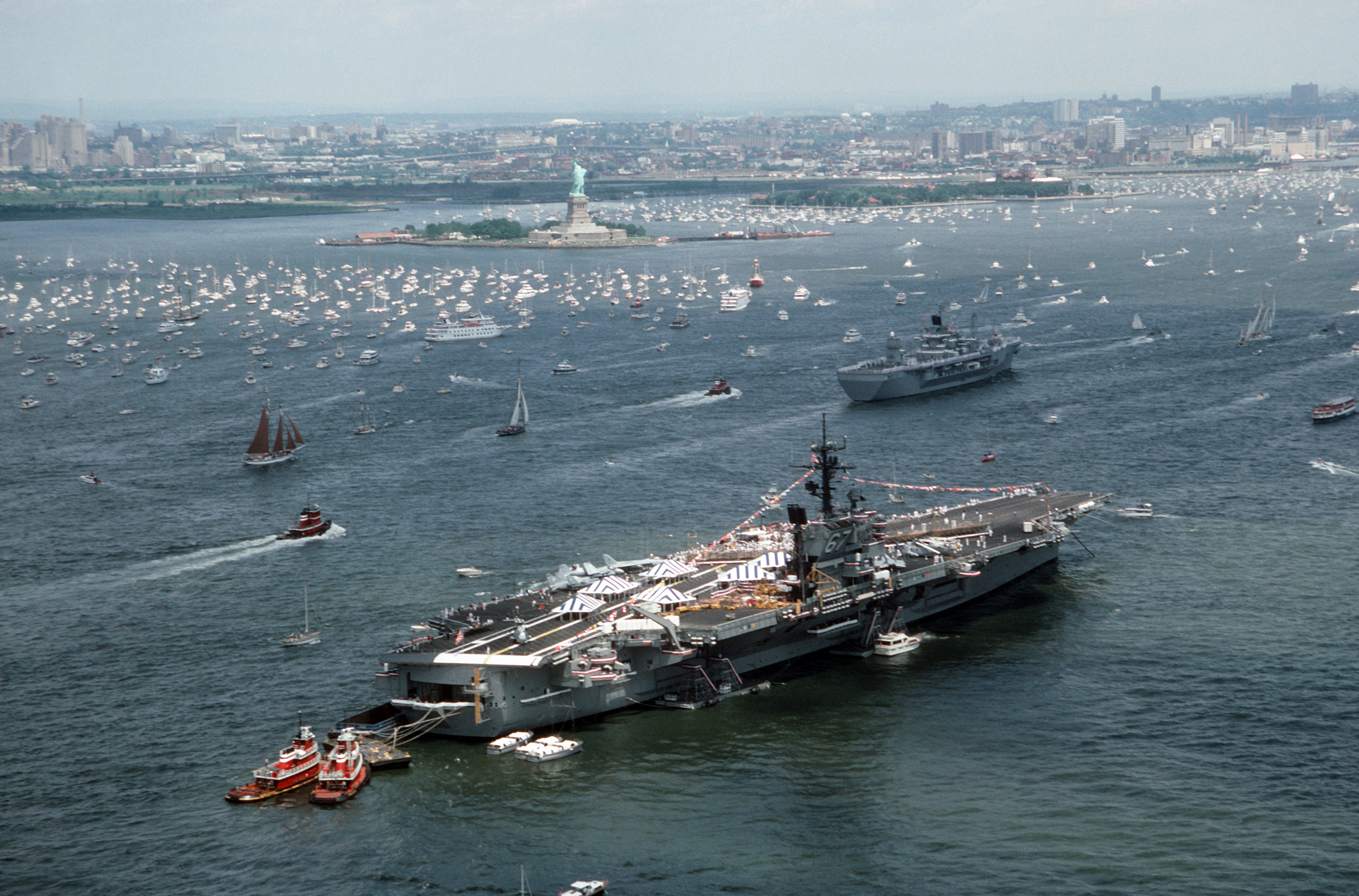